# Hippias (tiran)
Hippias van Athene (Oudgrieks: Ἱππίας ὁ Ἀθηναῖος) was de oudste zoon van de Atheense tiran Pisistratus en diens opvolger.

## Leven

### Rechterhand van zijn vader Pisistratus (-527 v.Chr.)
Hippias en zijn broer Hipparchus stonden hun vader reeds bij zijn tweede verdrijving (550 v.Chr.) ter zijde.

### Tiran na de dood van zijn vader (527 -514 v.Chr.)
Na de dood van Pisistratus volgde Hippas hem op als tiran van Athene, doch ook Hipparchus bekleedde een aanzienlijke rang in het staatsbestel (ze zorgden er namelijk voor dat er elk jaar minstens één lid van de Pisistratiden archont was).  Hippias toonde zich aanvankelijk een verstandig en degelijk regent: hij regeerde met zachtheid, verminderde de door zijn vader gevorderde opbrengst van een tiende naar een twintigste deel en liet de meeste wetten van kracht blijven. Evenwel worden van hem ook gewelddadige maatregelen vermeld, zelfs aanslagen tegen het eigendom en de belangen van privé-personen. Daarbij toont zich een streven naar uiterlijke pracht en weelde.

### Tirannie na de dood van Hipparchus (514-510 v.Chr.)
Nadat Hipparchus echter door Harmodius en Aristogiton uit wraak was gedood (514 v.Chr.), werd de regering van Hippias strenger en, vrezend voor een opstand (hij vertoonde tekenen van paranoia), knoopte hij verbindingen aan met het buitenland, onder andere door zijn dochter Archedike uit te huwelijken aan Aeantides, zoon van Hippoklos en tiran van Lampsacus, die invloed had bij Darius I.
Doch de voortvluchtige Alcmaeoniden, die tevergeefs hadden geprobeerd op eigen houtje terug te keren, wisten, nadat zij op bevel van de Amphictionen de tempel de Delphi prachtig hadden herbouwd, een orakelspreuk uit te lokken, die de Spartanen beval hen terug te voeren naar Athene en de tirannie ten val te brengen.
De eerste veldtocht onder Anchimolius mislukte, voornamelijk door de Thessalische ruiterij die de Pisistratiden te hulp was gekomen.
Koning Cleomenes I van Sparta ondernam nu zelf een tweede aanval, en Hippias werd, nadat zijn kinderen waren gevangengenomen, die hij veiligheidshalve had weggezonden, genoodzaakt Attica te verlaten in 510 v.Chr.
Dit was geen wijze beslissing.  Clisthenes, de nieuwe heerser van Athene introduceerde de democratische hervorming van het staatsbestel van de stad. Hij stond aan het hoofd van de Alcmaeoniden en was dus een lid van de aristocratie, maar toch probeerde hij aansluiting te vinden bij het gewone volk. Hij wilde het clanstelsel vervangen door een organisatie in districten die politiek eerder dan sociaal gericht was. Daarmee wisselde zijn clan van pro-Spartaans naar anti-Spartaans.

### Hippias in ballingschap en dood (510-490 v.Chr.)
Hij wendde  zich door tussenkomst van Artaphernes tot Darius. Deze eiste de terugkeer van Hippias, als tiran van Athene.  Athene weigerde en dit leidde tot de Ionische Opstand. Na het neerslaan van de opstand, begon de  Eerste Perzische Oorlog. Hippias voerde de Perzen naar Marathon, en sneuvelde volgens sommigen in de slag. Doch meer waarschijnlijk is het dat hij kort daarna op hoge leeftijd op Lemnos aan een ziekte is gestorven.

## Referentie
- art. Hippias (1) , in F. Lübker - trad. ed. J.D. Van Hoëvell, Classisch Woordenboek van Kunsten en Wetenschappen, Rotterdam, 1857, p. 446.

 Portaal Oudheid · Athene · Geschiedenis van Griekenland · Geschiedenis van Athene